# 草津温泉スキー場
草津温泉スキー場（くさつおんせんスキーじょう）は、群馬県吾妻郡草津町に位置するスキー場。施設は草津町が保有し、指定管理者制度に基づき管理・運営は草津町が90%近くを出資する株式会社草津観光公社が行っている。また、地方公営企業法の財務規定等が適用された地方公営企業。
2018年4月から名称を草津国際スキー場から現名称に変更した。

## 概要
日本有数の温泉地である草津温泉に隣接したスキー場。草津で初めてスキー場がオープンしたのは1914年（大正3年）のことで同年にスキークラブが設立されたが、ゲレンデが大衆に開かれたのは1935年（昭和10年）のことである。1935年当時は林間スキー場とも称された。日本で最初にスキーリフトを導入し、スキー教室が開催されたスキー場でもある。山麓の天狗山・おなりやまゲレンデと、上部の青葉山ゲレンデがあり、その間をクワッドリフトでつないだ構成となっている。

### 天狗山ゲレンデ
山麓のメインゲレンデ。土曜日・特定日にナイター営業あり(第1・第3土曜日はナイターを500円で滑れる「ワンコインナイター」営業を実施)。2018-2019シーズンからキッズパークのあるエリアをファミリーゲレンデと称するようになった。天狗山高速クワッドリフト脇に短い直線状のコースがあるが、2011年頃まで存在していたジャンプ台の跡に作られたコースである。天狗山ゲレンデにはジップライン「BanZip TENGU(バンジップ テング)」と日本一のっぽなブランコ「SKY-SWING(スカイ スウィング)」があり、通年営業している(悪天候時などを除く)(別料金)。

### おなりやまゲレンデ
天狗山ゲレンデから天狗山高速クワッドリフトで上がるとおなりやまゲレンデ の上部に着く。ペアリフトが1基と、しゃくなげ高速クワッドリフト がある。

### 青葉山ゲレンデ
おなりやまゲレンデからしゃくなげ高速クワッドリフトで上がると青葉山ゲレンデがあり、ペアリフトが2基ある。滑走距離250～350mほどの中斜面。以前はここにロープウェイ山麓駅があった。

### しゃくなげコース
青葉山ゲレンデから天狗山ゲレンデへ滑り降りる、全長3.2 km・平均斜度10度のロングコース。

### R292コース
2018-2019シーズン新設。国道292号冬季閉鎖区間を伸ばし、青葉山ゲレンデ～おなり山ゲレンデまでを滑るコースとした。全長2.0 km・平均斜度5度。

## 施設
- ゴンドラ

パルスゴンドラ1基
- リフト

クワッドリフト2基、ペアリフト4基
- レストラン

天狗山レストハウス・クリスタル天(そら)・おなりロッジ・青葉山レストラン
- 駐車場（約2,000台）

国道292号でスキー場に向かうと、国道左側(スキー場側)に、手前から順に天狗山第1,第2,第4駐車場がある(国道右側に第3駐車場、少し遠くに第5,第6駐車場)。天狗山チケットセンター至近の駐車場は第1駐車場ではなく第4駐車場である。
御成山駐車場は現在は廃止されている。
旧白根火山ロープウェイ山麓駅そばの殺生駐車場は、以前はフルシーズン利用することができたが、その後はしゃくなげコースがオープンしている時期は閉鎖されるようになっていた。2018-2019シーズンからはロープウェイ廃止・国道292号がコースとして使用されることになったため全く利用できなくなった。

## 沿革
- 1914年(大正3年) - 草津にスキー場が開設され草津スキークラブが発足[5]。
- 1935年(昭和10年) - スキー場が大衆に開かれる[5]。
- 1948年(昭和23年) - 天狗山ゲレンデに日本初のスキーリフトができる[6]。草津周辺の硫黄鉱山の物資輸送用設備を参考にして、ボランティアを含む地元民の労力で出来上がった350m・乗車時間6分のものだった[7][8]。なお「民間営業用の」日本初となり、他所にはそれ以前に進駐軍専用として架設されたスキーリフトが存在していた[9]。
- 1960年(昭和35年) - 白根火山ロープウェイ完成。
- 1971年(昭和46年) - 12月27日午後1時半ごろ、振子沢コース(当時は振子沢スキー場という呼称)の殺生河原でスキーヤー6人が硫化水素を含むガスで中毒死する事故があった。最初に2人が中毒死しているのが発見され、ガスマスクをつけての遺体収容作業中にさらに4人のスキーヤーが滑降してきたが制止が間に合わずガス層に突っ込み、4人はほぼ即死するという痛ましい事故であった。亜硫酸ガスは温泉開発会社のボーリング用蒸気パイプに生じた亀裂から漏れて溜まったものだった[10][11]。
- 1972年(昭和47年) - 天狗山スキー場に初心者用リフトを新設。万座温泉スキー場の一部として運営されていた本白根第2リフトとヒュッテ(本白根ロッジ)を国土計画から買収した[12]。
- 1977年(昭和52年) - 白根火山ロープウェイが白根火山ゴンドラリフトに架け替えられる[13]。
- 1979年(昭和54年) - 天狗山・御成山ゲレンデに人工降雪機導入[13]。
- 1988年(昭和63年) - 白根火山ゴンドラが再度架け替えられ白根火山ロープウェイ（2代目）(実際には索道の方式としてはゴンドラリフト)となる。1988-1989シーズンより草津音楽の森スキー場がオープン(前年から一部オープンしていた)[14]。隣の草津高原ゴルフ場を利用し、2本の高速トリプルリフトを掛けた独立した初心者用ゲレンデであり滑り込みは出来なかった。開発は群馬県企業局で運営は草津町が受託していた。1999年閉鎖され、以後はクロスカントリーコースとして利用されている。
- 1990年(平成2年) - 12月、草津町が出資した第3セクターにより新スキー場「スキーポート・シズカ」(のち草津シズカ山スキー場)が本白根山東南斜面にオープン。後述の、草津を含んだ一帯を巨大スキーエリア化する構想の一端でもあったが、草津シズカ山スキー場は来客が低迷し1999-2000シーズンを最後に閉鎖される。
- 1991年(平成3年) - 草津町は長野五輪(1998年)を狙い、志賀高原渋峠と草津をゴンドラで結び、スキー客を呼び込もうとする構想を打ち出した[15]。
- 1993年(平成5年) - 草津町が発起人となり、万座・草津・志賀高原(渋峠・横手山)のスキー場を連結し日本最大スキーエリアとして共通リフト券を発行することなどを検討する広域スキー場推進協議会が発足[16]。前述のゴンドラでの連結構想や、本スキー場と草津シズカ山スキー場の連絡コース開設などが構想されていたが、実現することはなかった。
- 1995年(平成7年) - 1995-1996シーズンから、これまでの「町営草津スキー場」という名称を改め、「草津国際スキー場」とした。長野五輪(1998年)を控えイメージアップを図ったものである[17]。町長は「外国人選手が来場しても対応できるようにしたい」と意欲を見せていた。
- 2001年(平成13年) - スキー場向かいに入浴施設「ベルツ温泉センター」オープン。スキー帰りの入浴に便利であった。悪天候の時にリフト券を購入すると割引券がリフト券の裏についていた。
- 2005年(平成17年) - 草津の北、旧六合村熊倉地区に「奥草津スキー場」を建設する構想が1973年ごろからあり、旧六合村が第三セクターを設立して現地調査などを進めてきたが、スキー人口減やバブル崩壊などで実現可能性がなくなったとして白紙となった[18]。
- 2010年(平成22年) - 草津町は既存保育園の耐震補強費用等を検討した結果、既存保育園を廃止し、2003年度をピークに売り上げが減少・近年は赤字が続いていたベルツ温泉センターを閉館してその建物を代替の保育園として転用することになった[19][20]。併設の駐車場は引き続きスキー客用の天狗山第3駐車場として利用。
- 2013年(平成25年) - 2013-2014シーズンから、山頂部の逢の峰ロマンスリフト・逢の峰ゲレンデが廃止された。
- 2014年(平成26年) - ケンタッキーフライドチキン草津国際スキー場店が2013-2014シーズンいっぱいで閉店した。
- 2018年(平成30年)- 1月23日、本白根山の鏡池付近で噴火があり、スキー客やスキー場内で訓練中だった自衛隊員らが噴石により被害を受け、うち自衛隊員1人が死亡した[21]。4月1日から、これまでの「草津国際スキー場」から「草津温泉スキー場」に名称を変更した。2018-2019シーズンから、白根火山ロープウェイと山頂付近の本白根ゲレンデ・山頂部からの沢コース（清水沢コース・振子沢コース）が廃止となった。国道292号冬季通行止め区間を伸ばし、そこを滑る「R292コース」を新設した。
- 2019年(平成31年/令和元年)- 4月から天狗山ゲレンデにジップライン「BanZip TENGU(バンジップ テング)」がオープンした。
- 2022年(令和4年)- 7月から天狗山ゲレンデに日本一のっぽなブランコ「SKY-SWING(スカイ スウィング)」がオープンした。
- 2023年(令和5年)- 12月から「パルスゴンドラ天狗」と展望レストラン「クリスタル天」がオープンした。

## 2018年本白根山噴火の影響について
草津白根山にある湯釜に対しては、活発な活動が見られるため気象庁による監視体制が敷かれている。しかし、専門家の予測に反して、2018年1月23日午前10時2分頃に、本白根山にある鏡池付近から、目立った前兆もなく約3000年振りとなる噴火が突如として発生した。後に山頂部ゲレンデ脇わずか数百メートル程度の場所が水蒸気爆発により噴火したと判明している。ゲレンデやロープウェイのゴンドラは、平均20センチの大きさの噴石による砲撃を受けているような状況に置かれ、スキー客や、スキー場において訓練中であった陸上自衛隊第12ヘリコプター隊の自衛隊員らが被害を被った(当初雪崩による被害という情報だったがのちに噴石による被害と訂正された)。多数の噴石が飛来して来る中、大勢の人間が頑丈な建物に避難するために逃げ惑っていた。結果として1名(自衛隊員)が死亡・11名がけがをした。今回の噴火口は複数で、本白根第2ロマンスリフトのすぐ脇でも噴火した模様である。
これに伴い、翌1月24日より、天狗山ゲレンデと御成山ゲレンデのみで営業を再開。1月27日からは青葉山ゲレンデでも営業を再開した。
ロープウェイは噴石の直撃により山頂駅の屋根に穴が開いたほか、ゴンドラの窓ガラスが割れるなどの被害を受け、噴火後から運休。施設の一部が立入禁止区域に含まれた。火口のうち一つはロープウェイから100メートル程度の至近距離にあるため、草津町の黒岩信忠町長は「警戒区域から外すことは難しい。どこかで重い決断をすることになる」と廃止も視野に検討する考えを示した。そして同年2月9日、再開することなく廃止とする旨が発表された。山頂駅には各種観測機器が設置されているため、廃止後も存置される予定となっている。

### 2017-2018シーズンまでのスキー場概要
噴火の影響によるロープウェイ・ゲレンデ廃止により2018-2019シーズンからスキー場のスペックが大きく変化したため、それまでの概要を以下に記載する。
最高地点=2,171
最低地点=1,245
標高差=926
コース数=9
コース面積=88
最長滑走距離=8,000
最大傾斜=33
索道数=11
旧公式ホームページURL=http://www.kusatsu-kokusai.com/
関東のスキー場では最も標高差があった。2008年頃までは山頂部は5月上旬まで営業を行なっていたが、以後は4月上旬から中旬頃までの営業となっていた。
ゲレンデは山麓の天狗山ゲレンデ・御成山ゲレンデ、中腹の青葉山ゲレンデ、山頂付近の本白根ゲレンデ、そして山頂部から中腹までを滑る沢コース（清水沢コース・振子沢コース）、中腹から山麓部までを滑るしゃくなげコースから構成されていた。縦長の構成のため滑走距離も最長8000mと長かった。今もなお活発な活火山である草津白根山付近に位置(リフトやコースは本白根山と逢の峰に設置されていた)するためリフトやコースにほど近いところから火山ガスが吹き出している箇所があった。特に清水沢コースや振子沢コースは火山ガスの濃度が高くなるとコースが閉鎖されることもあった。
ロープウェイは多くのスキー場のようにスキー場最下部からではなく、中腹部から山頂部を結んでいた。このため中腹部にロープウェイ山麓駅があった。ロープウェイは強風の影響を受けやすく運休になる日も多かった。山頂部へのアクセス手段はロープウェイしかないため、運休の場合スキー場としての魅力が半減・下部ゲレンデが混雑してしまっていた。

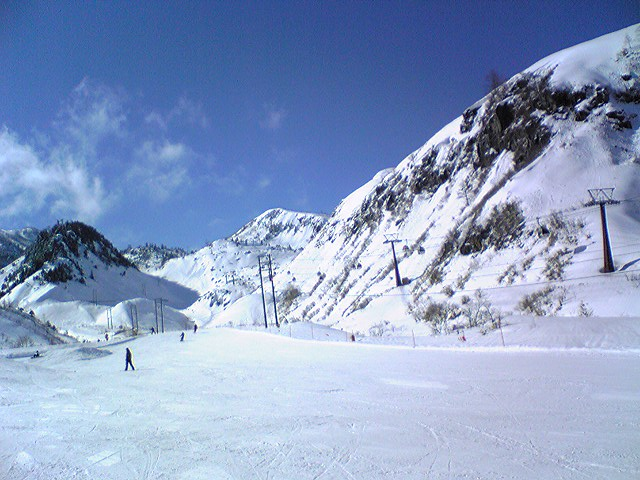
本白根ゲレンデ下部
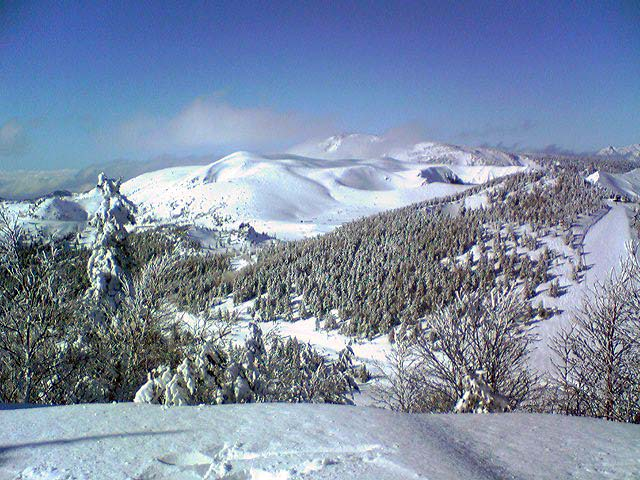
山頂付近から横手山、湯釜方面の眺め

## アクセス
- 鉄道

吾妻線長野原草津口駅からJRバス関東志賀草津高原線で約30分。草津温泉駅(草津温泉バスターミナル)下車(バスターミナルからスキー場までは下記参照)。
- 自動車

関越自動車道渋川伊香保ICより国道353号・国道145号・国道292号約60km。2011年に国道145号八ッ場バイパス、2024年に国道145号吾妻西バイパスが開通し以前より快適になっている。
国道292号線は草津温泉に近づくと音響道路になっていて、タイヤの摩擦音による「正調草津節」が奏でられる。
草津温泉バスターミナルからスキー場までは車で5分ほどである。無料のシャトルバスも運行されている。
志賀高原スキー場渋峠・万座温泉スキー場とは地理的にとても近いが、国道292号志賀草津道路は冬期閉鎖となるため、ハイシーズンには車で簡単に行き来することはできない。